# 風間舜介
風間 舜介（かざま しゅんすけ）は、日本の薬学者（薬品物理化学）。薬学博士（静岡薬科大学・1985年）。

## 人物・来歴
芳香族ケトンやサーモクロミックエチレンに着目、コンフォメーションについて研究。「芳香族ケトンおよびサーモクロミックエチレンのラジカルのコンホメーションに関する研究」、により薬学博士。
1959年、静岡県立静岡高等学校卒業。静岡薬科大学薬学部、静岡県立大学薬学研究科講師。
製薬学科の薬品物理化学講座を担当。大学院では、薬学研究科に所属する講師として、藤井敏や片山誠二らとともに製薬学専攻の薬品物理化学講座を担当した。

## 研究
薬品物理化学を中心とする領域に取り組む。特に原子の立体配座に関する研究を手がけ、成果は日本薬学会の『藥學雜誌』などに掲載された。なお、英語で「立体配座」を表す単語は「conformation」である。この単語をそのまま片仮名転記する場合、通例は「コンフォメーション」と表記することが多いが、風間は「コンホメーション」との表記を採用している。

## 著作

### 寄稿
- 福島清吾ほか稿「1,5-Benzodiazepine誘導体の合成」『藥學雜誌』90巻9号、日本薬学会、1970年9月25日、1076-1080頁。ISSN 0031-6903
- 風間舜介ほか稿「Electron Spin Resonanceスペクトルおよび電子スペクトルの解析による2-Methyl-1,1'-dinaphthylketone, 1,1'-Dinaphthylketoneのケチルラジカルのコンホメーション」『藥學雜誌』97巻12号、日本薬学会、1977年12月25日、1279-1284頁。ISSN 0031-6903
- 風間舜介ほか稿「10,11-Dihydro-5H-dibenzo[a, d]cyclohepten-5-oneのESRスペクトルとコンホメーション」『藥學雜誌』98巻2号、日本薬学会、1978年2月25日、242-244頁。ISSN 0031-6903
- 風間舜介ほか稿「(1-Naphthalenyl)phenylmethanoneおよび(2-Methyl-1-naphthalenyl)phenylmethanoneの電子スピン共鳴スペクトルとコンホメーション」『藥學雜誌』98巻4号、日本薬学会、1978年4月25日、550-553頁。ISSN 0031-6903
- 片山誠二ほか稿「D_2O-H_2O混合系における水の核磁気緩和時間T_1と脱ガスの効果について」『藥學雜誌』98巻11号、日本薬学会、1978年11月25日、1565-1568頁。ISSN 0031-6903
- Shunsuke Kazama, et al., "Electron Spin Resonance Study of the Conformations of Anion Radicals derived from Some Thermochromic Ethylenes", Chemical & pharmaceutical bulletin, Vol.28, No.7, Shibuya: Pharmaceutical Society of Japan, July 25, 1980, pp.2216-2220. ISSN 0009-2363
- Shunsuke Kazama, Mamoru Kamiya and Yukio Akahori, "Study of Conformation of Anion Radicals of Some Thermochromic Ethylenes by Electron Spin Resonance Spectroscopy and Semi-empirical Molecular Orbital Calculations", Chemical & pharmaceutical bulletin, Vol.29, No.11, Shibuya: Pharmaceutical Society of Japan, November 25, 1981, pp.3375-3378. ISSN 0009-2363
- 風間舜介ほか稿「カルボニル基を有するサーモクロミックエチレンのコンホメーションに関するポーラログラフィーおよびHuckel分子軌道法による考察」『藥學雜誌』102巻3号、日本薬学会、1982年3月25日、236-240頁。ISSN 0031-6903
- Shunsuke Kazama, Mamoru Kamiya and Yukio Akahori, "Conformational Peculiarity in the Photochemical Reaction of 10-(9H-Xanthenylidene)-9 (10H)-anthracenone", Chemical & pharmaceutical bulletin, Vol.32, No.12 Shibuya: Pharmaceutical Society of Japan, December 25, 1984, pp.5018-5022. ISSN 0009-2363
- Shunsuke Kazama, Mamoru Kamiya and Yukio Akahori, "Mechanism of the Photochemical Reaction of 10-(9H-Xanthenylidene)-9(10H)-antheracenone", Chemical & pharmaceutical bulletin, Vol.39, No.12 Shibuya: Pharmaceutical Society of Japan, December 25, 1991, pp.3103-3105. ISSN 0009-2363
- Masakazu Makino, Shunsuke Kazama and Mamoru Kamiya, "Photochemical Dechlorination of 2,3,7,8-, 1,3,6,8-, and 1,2,3,4-Tetrachlorodibenzo-p-dioxins as Studied by the Frontier-Electron Reactivity Indexes", Chemical & pharmaceutical bulletin, Vol.41, No.1 Shibuya: Pharmaceutical Society of Japan, January 15, 1993, pp.1-5. ISSN 0009-2363
- Shunsuke Kazama, et al., "ESR Investigation of the Rotational Mobility of Spin Probes in Ethanol Solvent Adsorbed to β-Cyclodextrin", Chemical & pharmaceutical bulletin, Vol.41, No.11, Shibuya: Pharmaceutical Society of Japan, November 15, 1993, pp.2022-2025. ISSN 0009-2363
- Hisashi Yoshioka, et al., "A Novel Spin Probe with Long Life in Vivo for ESR Imaging", Biological & pharmaceutical bulletin, Vol.18, No.11, Shibuya: Pharmaceutical Society of Japan, November 15, 1995, pp.1572-1575. ISSN 0918-6158
- 谷澤久之・風間舜介稿「抗酸化物質のTBA法とESR法を用いた新しい評価方法に関する研究」『広島女学院大学論集』52巻、広島女学院大学、2002年12月、69-76頁。ISSN 0374-8057
- 前田阿紀ほか稿「ナツメグ(Myristica fragrans Houttuyn)種子中の化学成分とその生理活性について」『藥學雜誌』128巻1号、日本薬学会、2008年1月1日、129-133頁。ISSN 0031-6903

## 関連人物
- 谷澤久之